# Podwójny kamuflaż
Podwójny kamuflaż (org. Deep Cover) – amerykański dramat kryminalny z 1992 roku w reż. Billa Duke.

## Opis fabuły
Główny bohater filmu – Russell Stevens – jest synem narkomana-przestępcy, który ginie na oczach dziecka podczas kolejnego napadu na sklep. Śmierć ta budzi w Russellu postanowienie, by nigdy nie skończyć tak jak ojciec. Po latach, już jako dorosły mężczyzna i funkcjonariusz mundurowy policji w Los Angeles zostaje zwerbowany przez funkcjonariusza DEA Geralda Carvera jako tajny agent. Ma za zadanie rozpracować największy na Zachodnim Wybrzeżu gang handlarzy narkotyków Antonio Gallegosa i jego wuja Hectora Guzmana – południowoamerykańskiego polityka. Pod fałszywym nazwiskiem Russell zamieszkuje w tanim hotelu i kupując narkotyki, powoli wchodzi w narkotykowy biznes, zyskując zaufanie narkotykowych bossów. Jednym z nich jest prawnik David Jason, który proponuje Russellowi współpracę na dużą skalę. Russell nawiązuje również romans z piękną Betty McCutcheon, która pod przykrywką handlu dziełami sztuki, „pierze” pieniądze pochodzące z narkotykowego biznesu. Wkrótce Russell i Jason zaczynają stanowić konkurencję dla ludzi Gallegosa. Wybucha wojna narkotykowa, a uwikłany w nią Russell, wykraczając daleko poza swoje kompetencje tajnego agenta, dokonuje zabójstwa Ivy’ego – jednego z ważniejszych dilerów Gallegosa oraz w końcu jego samego. Działania te są jednak obojętne szefom Russella, których interesują jedynie rozbicie gangu i własne kariery oraz Guzman – jako człowiek departamentu stanu w południowoamerykańskim kraju, w którym ten zamierza kandydować na urząd prezydenta. W końcu Russell zdaje sobie sprawę, że zabrnął za daleko, a jego mocodawcy są po prostu cyniczni. Śmierć Tafta – uczciwego policjanta z wydziału antynarkotykowego lokalnej policji, który umiera na jego rękach, postrzelony przez gangsterów i dobity przez Jasona, powoduje, że Russell ujawnia się przed wspólnikiem i próbuje go aresztować. Gdy Jason sięga po broń, Russell strzela i zabija go w obronie własnej. Wkrótce Russell staje przed specjalną komisją Izby Reprezentantów z zamiarem ujawnienia przewrotnych działań swoich przełożonych. Powstrzymuje go przed tym agent Carver, w którego rękach jest Betty. Oskarżoną o wielokrotne łamanie prawa bankowego, cyniczny Carver chce wykorzystać przeciwko Russellowi – w zamian za jej bezpieczeństwo Stevens ma przed komisją przedstawić agencję w jak najlepszym świetle. Russell robi to, jednak pod koniec zeznań ujawnia nagranie video, na którym dyplomata Guzman przeprowadza transakcję narkotykową o wartości wielu milionów dolarów. Kariera Carvera jest skończona. Russell odchodzi wraz z Betty i sporą częścią pieniędzy przejętych w domu zabitego Gallegosa.

## Obsada aktorska
- Laurence Fishburne (jako Larry Fishburne) – Russell Stevens
- Jeff Goldblum – David Jason
- Charles Martin Smith – agent Gerald Carver
- Lira Angel – Bijoux
- Victoria Dillard – Betty McCutcheon
- Gregory Sierra – Felix Barbossa
- Glynn Turman – ojciec Russella
- Cory Curtis – Russell jako chłopiec
- Clarence Williams III – Taft
- Roger Guenveur Smith – Eddie
- Kamala Lopez-Dawson – Belinda
- Shannon Macpherson – Miranda
- René Assa – Guzman
- Sydney Lassick – Gopher
- James T. Morris – Ivy
- Alisa Christensen – kierowca Ivy'ego
- Nick LaTour – kongresmen
- Ric Mancini – kongresmen
- Anna Berger – kongresmenka
- Tony Perez – prawnik Guzmana
- Ron Thompson – właściciel sklepu
- Donald Bishop – sędzia
- Sandra Gould 	– właścicielka hotelu
- Jaime Cardriche – Shark
- Alex Colon – Molto
- Victoria Dillard – Betty
- Joseph Ferro – James
- Def Jef – barman
- Revalyn T. Golde – prawnik Hulla
- Yvette Heyden – Nancy
- Julio Oscar Mechoso – Hernandez
- Arthur Mendoza – Gallegos
- Paunita Nichols – Jacquiline
- Clifton Powell – Leland
- Gregory Sierra – Barbosa
- Jonathon Scott – rapper w klubie nocnym
- Vicellous Shannon – nastoletni diler zastrzelony przez Ivy'ego

i inni.

## O filmie
Podwójny kamuflaż jest najbardziej znanym i udanym dziełem reżyserskim Billa Diuka – czarnoskórego aktora kultowych filmów kina akcji lat 80. XX w., takich jak: Komando i Predator, w których partnerował m.in. Arnoldowi Schwarzeneggerowi.
O obrazie z uznaniem pisali krytycy, m.in. Janet Maslin z The New York Times ("interesujący duet aktorski Laurence'a Fishburne'a i Jeffa Goldbluma"), Jonathan Rosenbaum z The Chicago Reade ("thriller pełen niespodzianek, oryginalnych akcentów i rzadkiej, politycznej przejrzystości"), Peter Travers z magazynu Rolling Stone ("nowatorstwo w filmie o handlu narkotykami"). Sheila Johnston z The Independent uznała go za odrodzenie gatunku "noir".
Film przyniósł niezły dochód – ponad 16 mln dolarów z kin w USA. W rankingu popularnego, filmowego serwisu internetowego Rotten Tomatoes obraz posiada obecnie (2019) wysoką, 86-procentową, pozytywną ocenę "czerwonych pomidorów".
Specjalnie dla potrzeb filmu raper Dr. Dre skomponował tytułowy soundtrack, wydany na singlu pod oryginalnym tytułem (Deep Cover).